# Malmø Moské
Malmø Moské (svensk: Malmö moské) er den næstældste moské opført i Sverige, en moské som servicerer omkring 55.000 muslimer i det omkringliggende opland. Bygningen påbegyndtes i april 1983 og stod færdig til den første fredagsbøn i 1984. I 2002 kom to minareter til. En stor del af centeret ødelagdes ved en brand i april 2003, men moskéen genopbyggedes på mindre end et år. Moskéen har været udsat for to attentater i 2005, hvor kun mindre skader opstod. Moskéens bygninger ejes af foreningen Islamic Center, en forening med økonomisk støtte fra Libyen, som købte bygningerne for lige godt 33,3 millioner svenske kronor i juli 2008.